# Ferdinand Kracher
Ferdinand Kracher (13. Oktober 1846 in Wien – 10. April 1916) war ein österreichischer Theaterschauspieler und Dramatiker.

## Leben
Kracher, der Sohn eines Riemermeisters, trieb es schon in frühester Jugend zur Bühne und er betrat in Meidling am 6. September 1863 in Heinrich Zschokkes Abälino als „Doge Gritti“ zum ersten Mal die Bühne. Seine eigentlich Bühnenlaufbahn begann er 1865 in Komorn, kam dann nach Thyrnau, Innsbruck (1866), Würzburg (1867) und 1868 ans Wiener Carltheater, wo er lange Jahre tätig war, bis er 1881 in den Verband des Hofburgtheaters trat.
Hier erwies er sich in Chargen ernster und humoristischer Art als tüchtiges Mitglied, das seinen Platz gut und wirkungsvoll ausfüllte. Es seien „Schweizer“ in den Räubern, „De Santos“ in Uriel Acosta, „Herold“ in Medea etc. als korrekte Leistungen erwähnt. Er war ein guter, deutlicher Sprecher, unterstützt von einem volltönenden kräftigen Organ. 1899 wurde er zum wirklichen Hofschauspieler ernannt.
Kracher war auch schriftstellerisch tätig und schrieb eine Anzahl Bühnenwerke. So erschienen von ihm das Volksschauspiel Maria Theresia und der Pandurenoberst Trenk sowie das historische Zeitbild mit Gesang und Tanz Feldmarschall Laudon und der Krämer von Hadersdorf.
Seine freie Zeit widmete er dem dramatischen Unterricht und war auch einige Jahre als Professor am Wiener Konservatorium tätig.
1907 war er wegen einer fortschreitenden Lähmung seiner Füße gezwungen, frühzeitig in Pension zu gehen.
Seine Tochter war die Opernsängerin Marianne Kracher.